# 克雷马
克雷马（義大利語：Crema），是意大利克雷莫纳省的一个市镇。总面积35平方公里，人口33982人，人口密度970.9人/平方公里（2009年）。国家统计（ISTAT）代码为019035。

## 景点
- 主教座堂广场：
  - 克雷马主教座堂
  - 托拉佐拱门
  - 克雷马市政宫
  - 执政官宫及执政官塔楼
  - 主教宫
- 克雷马十字圣母圣殿
- 奥姆布里亚诺门（西门）
- 塞里奥门（东门）
- 天主圣三堂

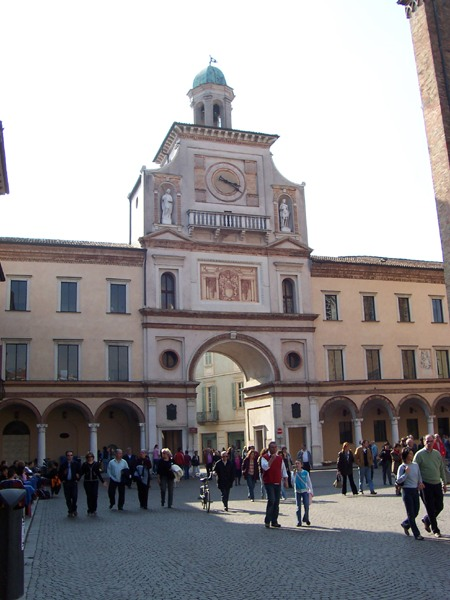
托拉佐拱门
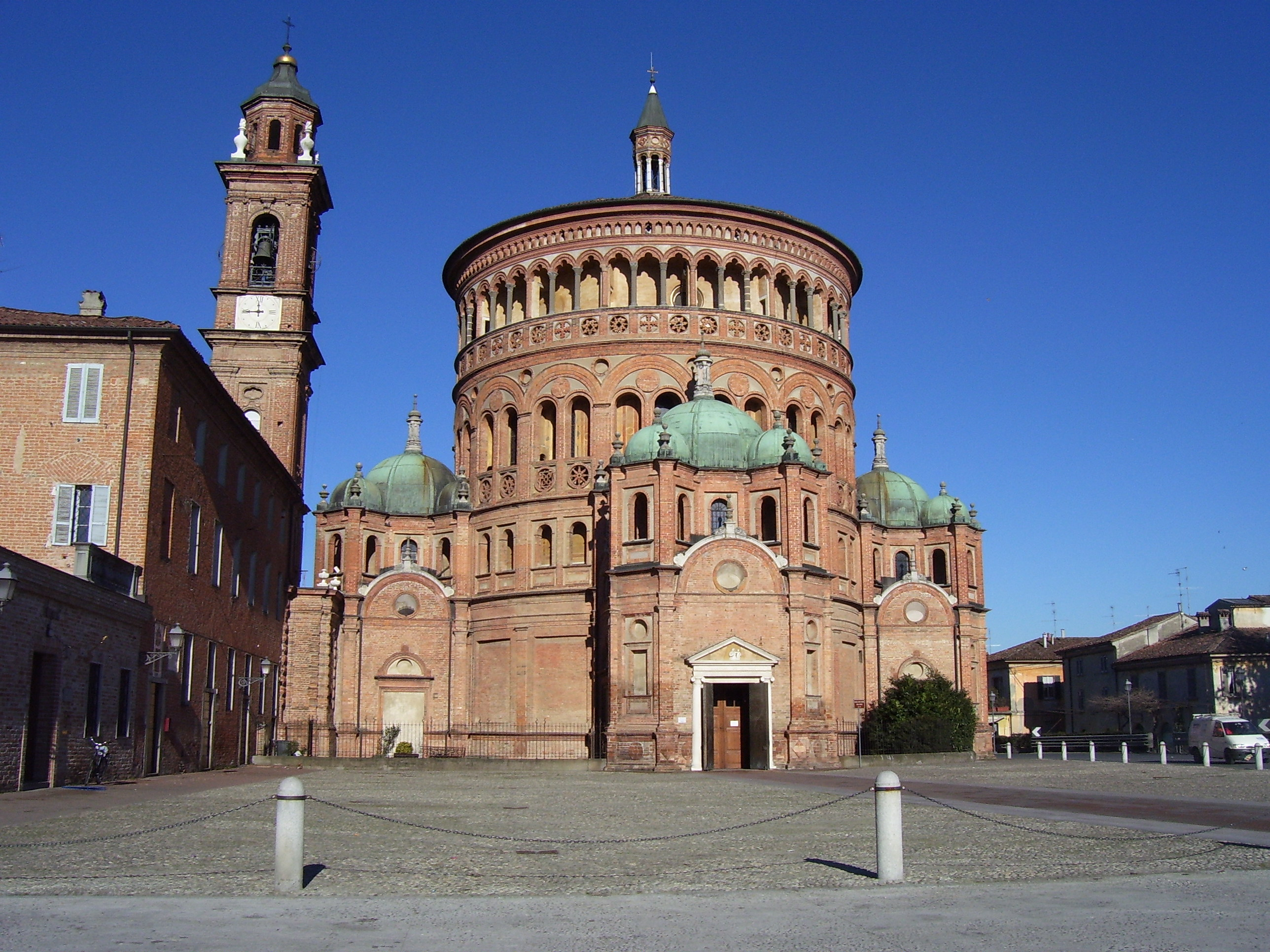
克雷马十字圣母圣殿
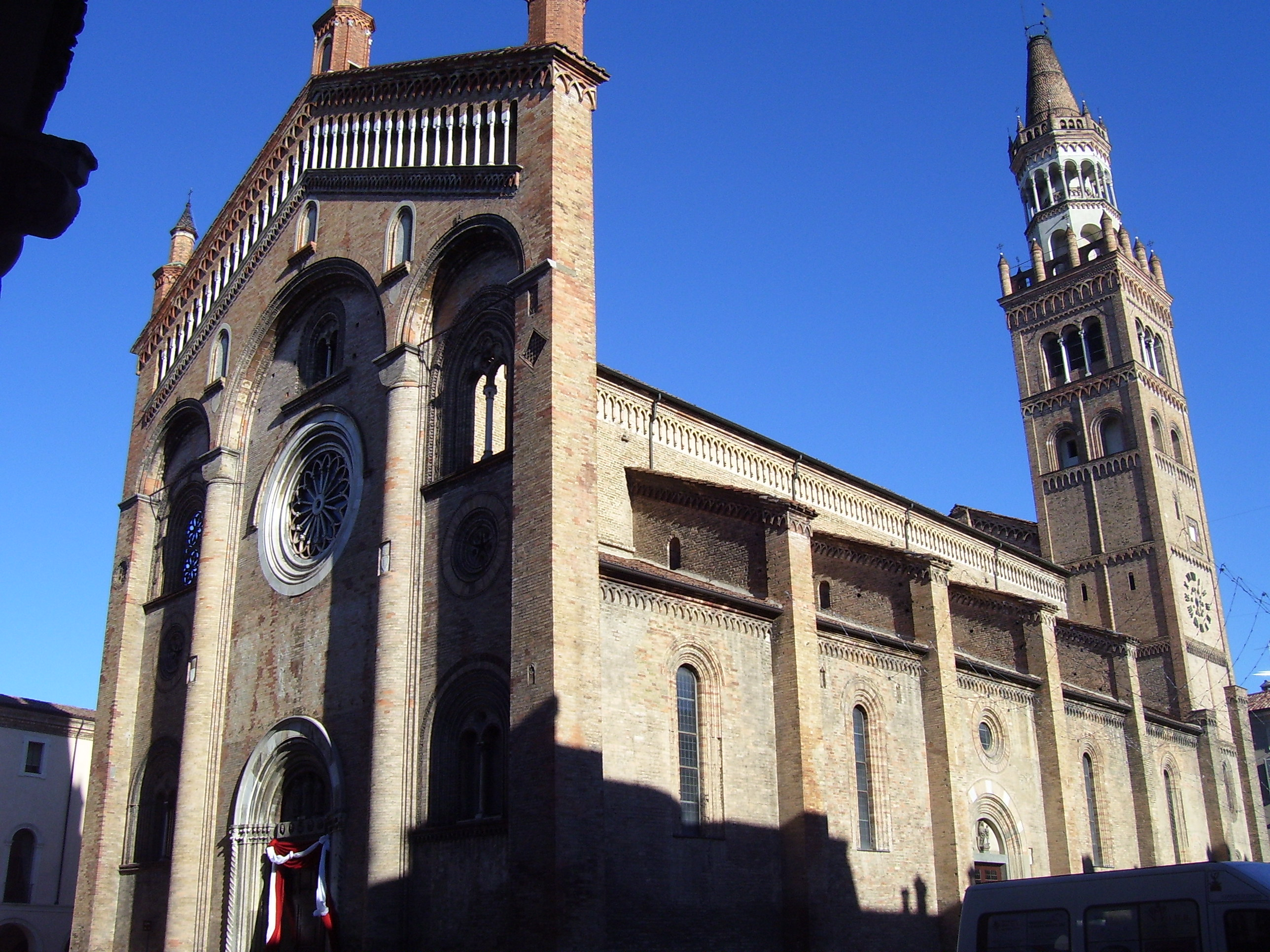
克雷马主教座堂
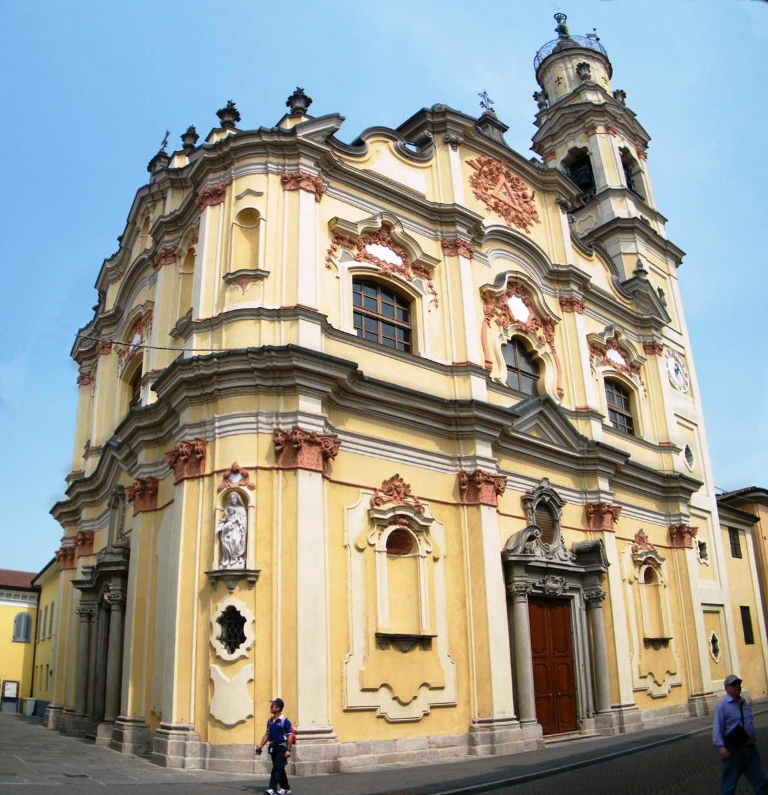
天主圣三堂
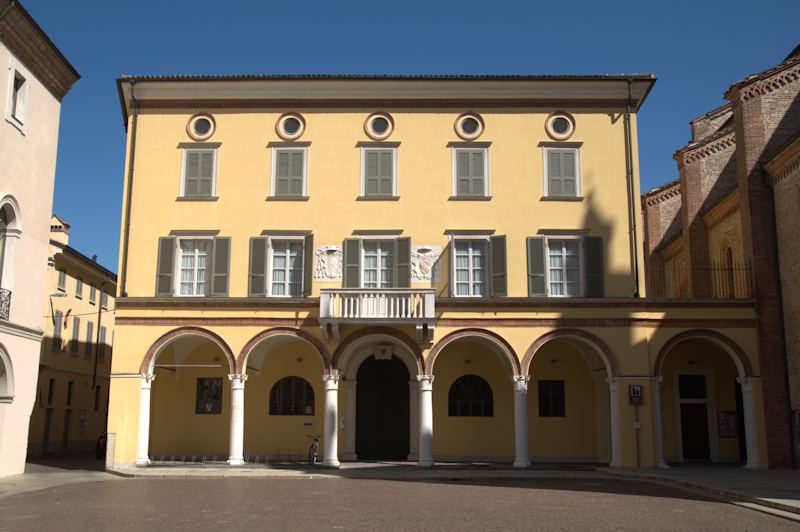
主教宫
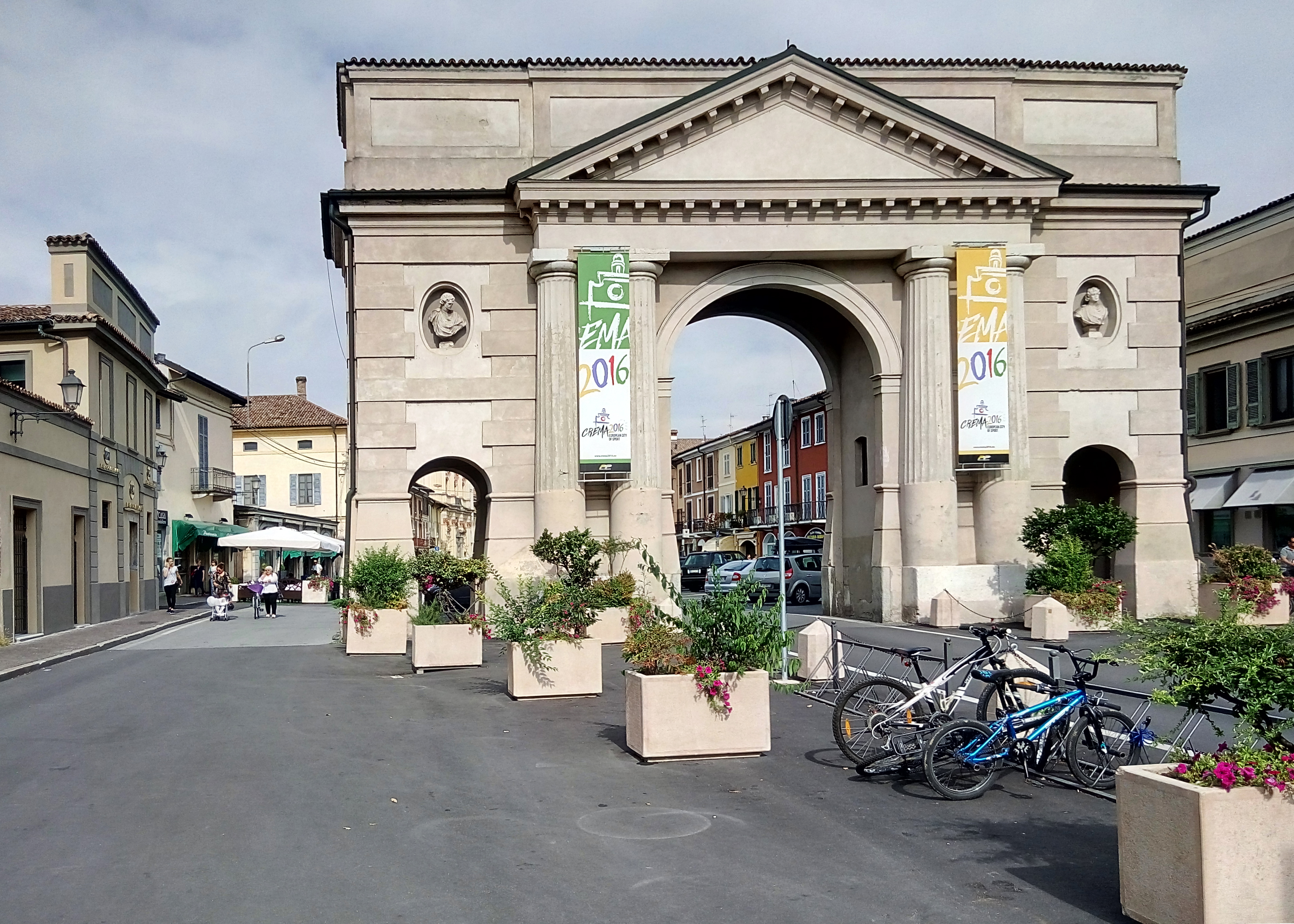
奥姆布里亚诺门
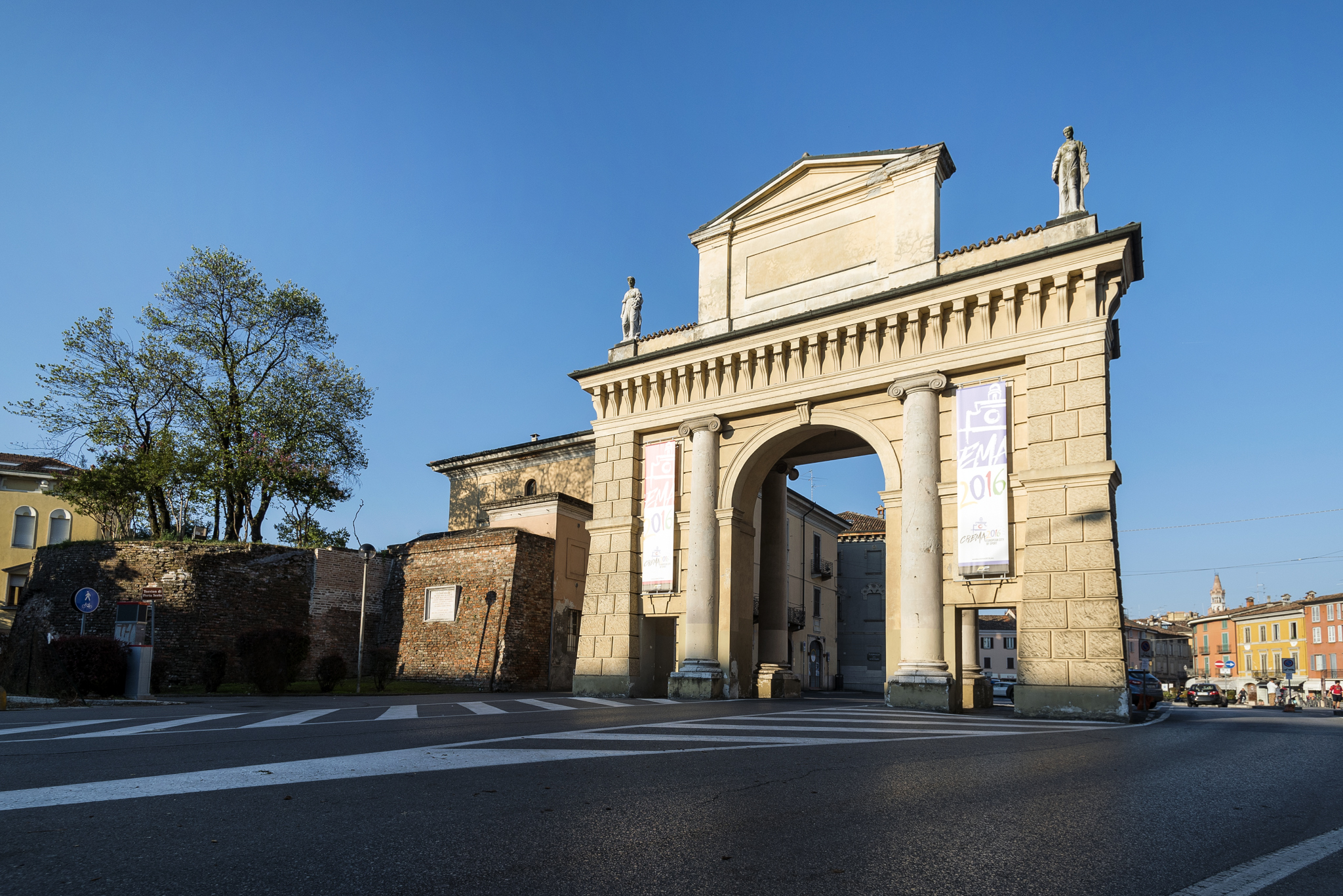
塞里奥门
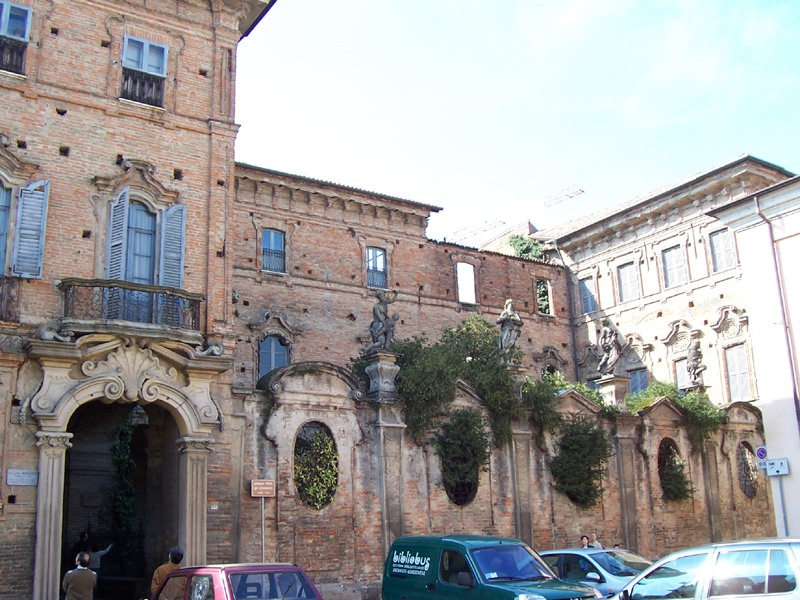
Palazzo Terni Gregori

## 友好城市
- 法國 默伦
- 中华人民共和国 南宁市